# 2672 Písek
2672 Písek là một tiểu hành tinh vành đai chính với chu kỳ quỹ đạo là 1542.1926561 ngày (4.22 năm).
Nó được phát hiện ngày 31 tháng 5 năm 1979.